# Haeju
Haeju  (pronúncia coreana: [hɛ.dzu]  é uma cidade localizada na Província de Hwanghae Sul, perto da Baía de Haeju na Coreia do Norte. É o centro administrativo de tal província. Em 2008, a população da cidade é estimada em 273.300 pessoas. No início do século XX, tornou-se um porto estratégico no comércio sino-coreano. Haeju tem empresas relacionadas a produtos químicos e uma fábrica de cimento.

## História
A área em torno de Haeju é conhecida por ter sido habitada desde o período Neolítico, com sambaquis, cerâmica e ferramentas de pedra encontradas em Ryongdangp'o. Durante o período inicial dos Três Reinos, foi brevemente governada por um pequeno chefe, quando era conhecida como "Naemihol" (內米忽郡). Em 757, no entanto, foi conquistada pelo reino de Goguryeo, que mais tarde a perdeu para Silla. Foi sob o rei T'aejo da dinastia Goryeo que recebeu seu nome atual.
Sohyon Academy (소현 서원) foi uma academia confucionista fundada perto de Haeju pelo famoso estudioso Yi I (1536-1584) após a sua aposentadoria. Está situada no Vale Unbyong, uma parte do Soktamgugok (nove vales de piscinas e rochas).
De acordo com o governo norte-coreano, o ataque norte-coreano contra a Coreia do Sul em 25 de junho de 1950 foi uma resposta a um bombardeio de dois dias pelos sul-coreanos e seus ataques surpresa contra Haeju e outros lugares. No início da manhã de 26 de julho, antes do amanhecer do contra-ataque na conta norte-coreana, o Escritório de Informação Pública da Coreia do Sul anunciou que as forças do sul capturaram Haeju. O governo sul-coreano negou depois ter capturado a cidade e culpou o relatório por um oficial exagerado. A Iugoslávia e a União Soviética propuseram que a Coreia do Norte fosse convidada para o Conselho de Segurança da ONU para apresentar seu lado da história. Ambas as propostas foram rejeitadas.

## Geografia
Haeju está localizada na extremidade oeste da península coreana, 60   km ao norte da Linha de Demarcação Militar e 100 km ao sul de Pyongyang. A cidade, não sendo muito montanhosa, é composta principalmente de planícies. Todas as montanhas localizadas dentro da cidade estão a menos de 1.000 m de altitude.

### Montanhas
- Montanha Suyang, 946 m.
- Montanha Jangdae, 686 m.
- Nam Hill, 122 m.

## Clima
Haeju tem um clima continental úmido (classificação climática de Köppen: Dwa), com invernos frios e secos e verões quentes e úmidos.

## Divisões administrativas
Haeju é dividida em vários bairros urbanos ("dong") e várias aldeias rurais ("ri").
|                 | Chosŏn'gŭl | Hancha   |
| --------------- | ---------- | -------- |
| Changch'un-dong | 장춘 동    | 長春洞   |
| Haech'ŏng-dong  | 해청 동    | 海清洞   |
| Haeun-dong      | 해운동     | 海運洞   |
| Hakhyŏn-dong    | 학현 동    | 鶴峴洞   |
| Kuje-dong       | 구제 동    | 九齊洞   |
| Kwangha-dong    | 광 하동    | 廣河洞   |
| Kwangsŏk-tong   | 광석동     | 廣石洞   |
| Kyŏlsŏng-dong   | 결성 동    | 結城洞   |
| Namsan -dong    | 남산동     | 南山洞   |
| Okkye-dong      | 옥계동     | 玉溪洞   |
| Puyong- dong    | 부용동     | 芙蓉洞   |
| Ryongdang-dong  | 룡 당동    | 龍塘洞   |
| Saegŏri-dong    | 새 거리 동 | 새거리洞 |
| Sami-dong       | 사미 동    | 四美洞   |
| Sansŏng -dong   | 산성동     | 山城洞   |
| Sai-dong        | 서애 동    | 西艾洞   |
| Sŏkch'ŏn-dong   | 석천 동    | 石川洞   |
| Sŏkmi-dong      | 석 미동    | 石美洞   |
| Sansan-dong     | 선산 동    | 仙山洞   |
| Sangma-dong     | 승마 동    | 乘馬洞   |
| Taegok-tong     | 대곡동     | 大谷洞   |
| Ŭpp'a-dong      | 읍 파동    | 邑波洞   |
| Yangsa-dong     | 양사 동    | 養社洞   |
| Yŏnggwang-dong  | 영광 동    | 榮光洞   |
| Yŏnha-dong      | 연하 동    | 煙下洞   |
| Chakch'ŏl-li    | 작천리     | 鵲川里   |
| Changbang-ri    | 장방리     | 長芳里   |
| Singwang-ri     | 신광리     | 神光里   |
| Yŏngyang-ri     | 영양리     | 迎陽里   |

## Cultura e turismo
As atrações turísticas famosas do centro da cidade incluem o Pavilhão Puyong, o Monumento Haeju Dharani, o Haeju Sokbinggo e várias árvores classificadas como monumentos vivos. Mais adiante, pontos de interesse turístico incluem Suyangsan Cataratas, o Sokdamgugok área cênica, Suyangsan Fortaleza ea Academia Sohyon.

## Economia
A Zona Econômica Especial de Haeju foi anunciada na segunda reunião de cúpula entre o presidente sul-coreano Roh Moo-Hyun e o líder norte-coreano Kim Jong-Il. Seria uma Zona Económica Especial centrada no porto de Haeju. A zona consistiria de 16,5  km ² de desenvolvimento, e também a expansão do porto de Haeju. Este projeto foi estimado em mais de US $ 4,5 bilhões.
Este acordo econômico entre a Coreia do Sul e a Coreia do Norte teria permitido o comércio através da Linha de Limite do Norte entre os portos de Incheon e Haeju, apenas 110 km de distância. As escaramuças militares recentes tornam improvável, por enquanto, qualquer restabelecimento desse acordo.

## Transporte
Haeju tem uma estação aérea militar e civil de duplo propósito (HAE), com uma pista de 12/30 (Aeroporto de Haeju). Haeju também possui um dos principais portos econômicos e militares da Coreia do Norte. Está ligado a Sariwŏn por meio da Linha Hwanghae Ch'ŏngnyŏn da Ferrovia do Estado Coreano.

## Educação
Haeju tem a Universidade de Educação de Haeju, da Faculdade de Arte de Haeju e da Universidade de Agricultura Kim Je Won Haeju. Sohyon Academy (소현 서원) foi uma academia confucionista fundada pelo famoso estudioso Yi Yulgok (1536-1584). Está situado no Vale Unbyong, a oeste de Haeju.

## Meios de comunicação
A estação de transmissão central coreana vai ao ar em AM 1080   kHz usando um transmissor de onda média de 1,5 megawatt.  

## Cidades irmãs
- Guaranda, Equador[5]
- Ulan-Ude, Rússia[6]

## Pessoas nascidas em Haeju
- Choe Chung (984-1068), erudito e poeta confucionista
- Choe Yun-ui (1102-1162), estudioso confucionista
- Choe Manri (d. 1445), ministro do Hall of Worthies
- Syngman Rhee, o primeiro presidente da Coreia do Sul
- Kim Koo (1876-1949), último presidente do Governo Provisório da República da Coreia
- Um Jung-geun (1879–1910), ativista da independência que assassinou Itō Hirobumi
- Mirok Li (1899-1950), escritor
- Kang Joon-ho (1928–1990), pugilista olímpico de medalha de bronze (1952)
- Jong Song-ok (1974), medalha de ouro na maratona e corredor olímpico